# Petit-Bersac
Petit-Bersac är en kommun i departementet Dordogne i regionen Nouvelle-Aquitaine i sydvästra Frankrike. Kommunen ligger i kantonen Ribérac som tillhör arrondissementet Périgueux. År 2022 hade Petit-Bersac 187 invånare.

## Befolkningsutveckling
Antalet invånare i kommunen Petit-Bersac
Referens:INSEE